# 三色凤尾蕨
三色凤尾蕨（学名：Pteris aspericaulis var. tricolor）为凤尾蕨科凤尾蕨属下的一个变种。

## 扩展阅读
- 維基物種上的相關：三色凤尾蕨